# علي قلي خان
| خان لورستان             |                                                                    |
|                         |                                                                    |
| علي قلي خان والي پشتكوه |                                                                    |
| السابق                  | محمد شاه ويردي خان الأول (الخان الثاني لبلاد اللور من أسرة الولاة) |
| ولاية العهد             | الامير احمد منوجهر                                                 |
| فترة الحكم              | من 1641م إلى 1642م (تقريبا)                                        |
| اللاحق                  | احمد منوجهر خان                                                    |
| اللقب                   | خان لرستان                                                         |
| حياته                   |                                                                    |
| مكان الوفاة             | مدينة خرم آباد                                                     |
| الأب                    | محمد شاه ويردي خان                                                 |
| خانات لورستان           |                                                                    |

علي قلي خان بن محمد شاه ويردي خان الأول بن الحسين خان الأول الأكبر العلوي. ثالث حكام وخانات ولاية لرستان ومدينة بروجرد وبلاد اللور من عائلة ولاة لرستان.

## توليه الحكم
نُصّب حاكماً على لرستان عام 1641 ميلادية بناءً على وصية والده الوالي محمد شاه ويردي خان الأول بن الحسين خان الأول الأكبر، والذي توفي في نفس العام في عاصمة الدولة الصفوية أصفهان بعد أن كان هناك في إحدى زياراته لقصر الشاه.

## صفاته وصفات حكمه
كان علي قلي خان حسن التعامل، ذو وجه جميل. كان لا يزال شاباً مُراهقاً وصغيراً بالسن عندما تولى الحكم، غير متمكن من إدارة البلاد، إلا أن تنصيبه كان بناء على وصية والده محمد شاه ويردي خان الأول، والذي أوصى بأن يخلفه بالحكم، على الرغم من وجود الأمراء الأكبر والأرشد في العائلة (من إخوة محمد شاه وأبناء الحسين خان الأول)، إلا أن الوصية كانت محاولة من الخان لنقل الحكم لسلالته وأحفاده دون إخوانه من بعده.

## خلعه عن الحكم
لم يلبث الحاكم علي قلي خان في الحكم إلا شهوراً قليلة، دخلت البلاد خلالها فترة ركود واضطرابات، وتمرد عدد من حكام الأقاليم والمقاطعات، مما جعل العائلة الحاكمة تسخط على حكمه، فأتفق أغلبهم على خلعه، وأرسلوا طلباً للشاه في أصفهان ليقبل بخلع الخان، فقبل بذلك؛ خصوصاً بعد أن علم بوضع لورستان.
نُصِب عمه احمد منوجهر خان بن الحسين خان الأول الأكبر حاكماً بدلاً عنه، وبموافقة من حكومة الشاه كذلك.